# Brahmina gebleri
Brahmina gebleri är en skalbaggsart som beskrevs av Franz Faldermann 1835. Brahmina gebleri ingår i släktet Brahmina och familjen Melolonthidae. Inga underarter finns listade.